# Zlatý vodopád

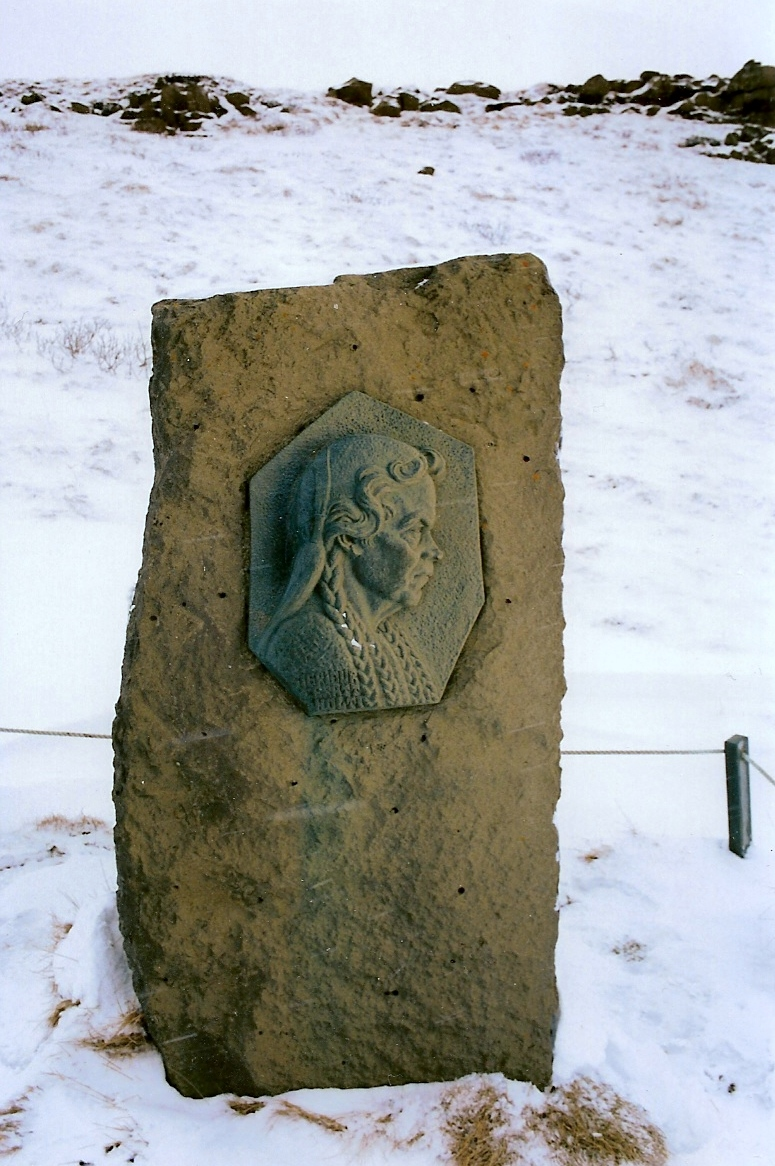
Sigríður Tómasdóttir

Zlatý vodopád, řidčeji Velký vodopád,
(islandsky Gullfoss) se nalézá v horní části řeky Hvítá. Voda stéká kaskádovitě dolů ve dvou fázích. V první fázi je spád 11 metrů vysoký a druhý spád 22 m, obě fáze ústí do 2,5 km dlouhého kaňonu. Kaňon byl vytvořen na konci doby ledové působením povodňových vln a každý rok je erozí prodloužen o 25 cm. Letní průtok činí 140 m3/s, v zimě se snižuje k 80 m3/s. Maxima dosahuje na jaře a je znám případ, kdy při povodních dosáhl až 2000 m3/s. Nad vodopády jsou nebezpečné peřeje. Patří mezi nejznámější vodopády Islandu a patří do chráněné oblasti. Spolu s národním parkem Þingvellir a tryskajícím termálním proudem Geysir tvoří tzv. „Zlatý kruh“ (anglicky Golden Circle) nebo také „Zlatý trojúhelník" přírodních zajímavostí.

## Legenda
Sigríđur Tómasdóttir dělala průvodce pro návštěvníky z různých koutů světa, kteří chtěli vidět vodopád. Sigrídur neměla vzdělání, ale byla sečtělá a umělecky založená. Narodila se v roce 1874 v Brattholtu a žila zde po celý svůj život. Sigridur se svou sestrou nechaly vybudovat první cestu ke Zlatému vodopádu. Na přelomu 19. století chtěli zahraniční investoři vybudovat na řece hydroelektrárnu a zničit vodopád. Proti tomu se postavila právě Sigríđur Tómasdóttir. Prohlásila, že pokud místní úřady nezakročí, skočí z vodopádu a zemře. Naštěstí díky pomoci jejího advokáta Sveinna Björnssona se podařilo vodopád zachránit. Gullfoss se stal majetkem lidu Islandu. Sigríđur Tómasdóttir zemřela v roce 1957 a byla pohřbena na hřbitově Haukadalur. Je na ní vzpomínáno jako na zachránce vodopádu, její památník, který vytvořil sochař Rikhardur Jonsson, stojí u něj.